# Ballar (Aghdam)
Ballar est un village de la région d'Agdam en Azerbaïdjan.

## Géographie
Le village de Ballar de la région d'Agdam est situé dans la circonscription territoriale administrative Utchoglan.